# همرتون
همرتون (به انگلیسی: Hamerton) یک روستا و محله مدنی در بریتانیا است که در Cambridgeshire واقع شده‌است.